# Maria Łęczycka
Maria Jadwiga Łęczycka (ur. 3 maja 1903 w Gidle koło Radomska  – zm. 5 grudnia 1993 we Wrocławiu) – polska pisarka, autorka sztuk scenicznych oraz utworów dla dzieci i młodzieży.
Studiowała na Wydziale Humanistycznym (historię) na Uniwersytecie Warszawskim. Przez pewien czas była nauczycielką w szkołach średnich. W latach 1932–1939 mieszkała w Trembowli. W 1940 roku została zesłana do Kazachstanu. Przebywała tam do 1945 roku, pracując w szkole polskiej w Semipałatyńsku. Została też członkiem Związku Patriotów Polskich. Od 1946 roku mieszkała we Wrocławiu. Debiutowała w 1948 roku na łamach Polskiego Radia jako autorka słuchowisk dla dzieci. W 1992 roku otrzymała nagrodę województwa wrocławskiego.

## Twórczość
- Porządek świata
- Bełczykowscy ludzie
- Locia i Sylwester
- Musi rodzić
- Listy Bożeny
- Zsyłka. Lata 1940-1946 (wspomnienia)